# Willard Leroy Metcalf

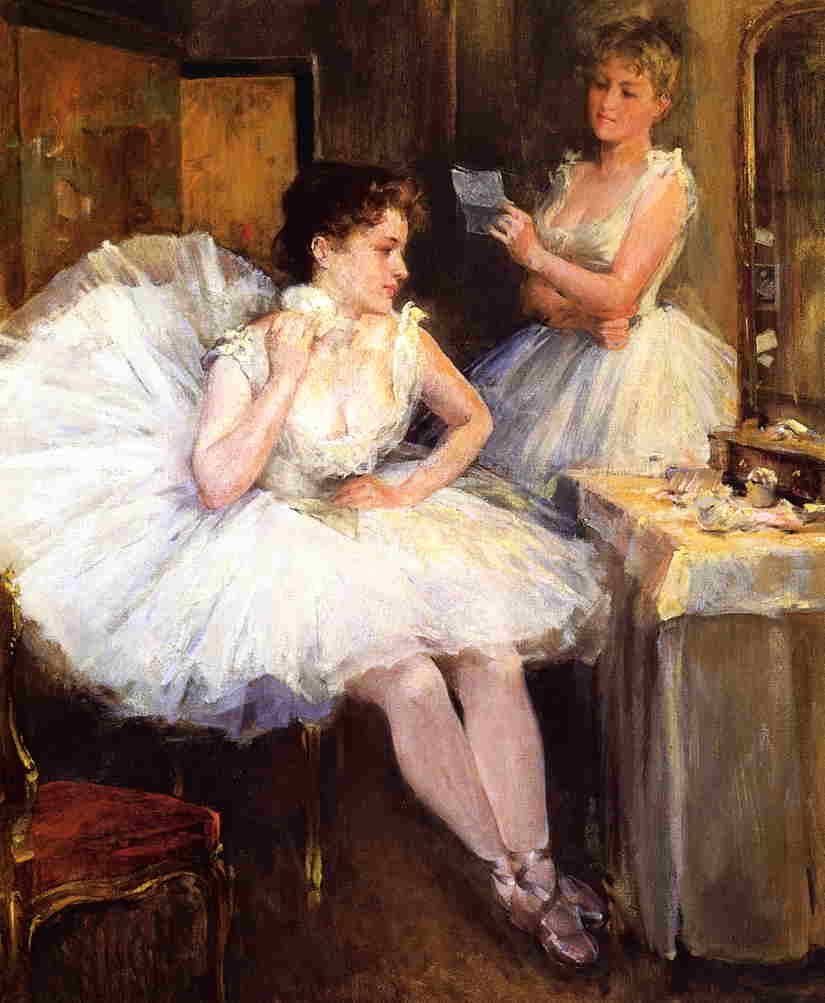
Willard Leroy Metcalf – ”Balettdansöserna” (1885)

Willard Leroy Metcalf, född 1 juli 1858 i Lowell, Massachusetts, USA, död 9 mars 1925 i New York, var en amerikansk impressionistisk målare.